# Chamaedorea sartorii
Chamaedorea sartorii là loài thực vật có hoa thuộc họ Arecaceae. Loài này được Liebm. mô tả khoa học đầu tiên năm 1849.